# Espèce extirpée

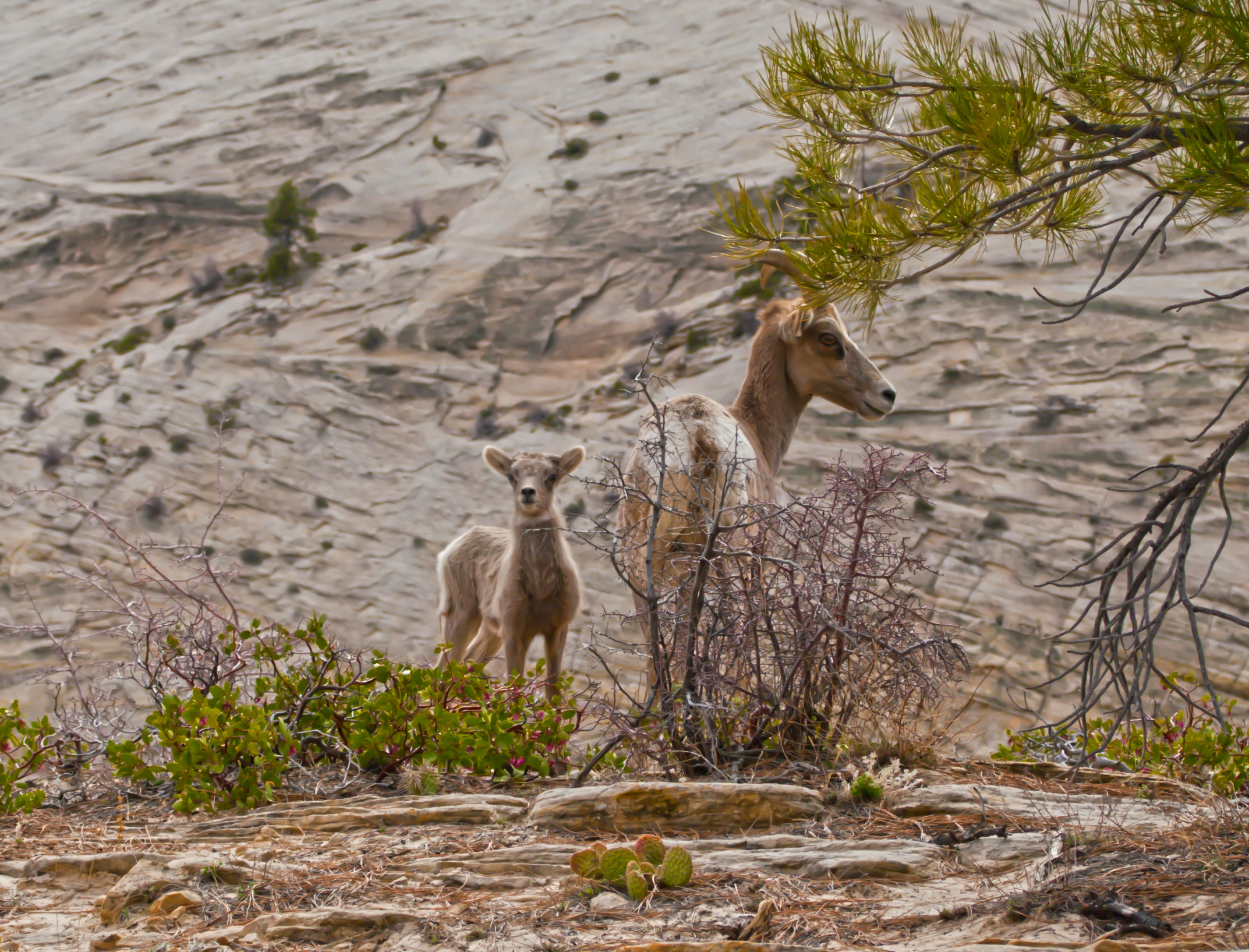
Les mouflons du désert ont été extirpés du parc national de Zion (États-Unis) dans les années 1950, puis réintroduits dans l'est du parc dans les années 1970.

En biologie et écologie, une espèce extirpée est une espèce qui n'existe plus à un endroit ou dans un pays, mais que l'on peut retrouver dans d'autres régions du monde. On parle d'extinction locale. 

## Origine de l'expression
Le terme « espèce extirpée » est une traduction de l'anglais « extirpated species » qui a le sens d' « espèces disparues » en anglais. L'office québécois de la langue française recommande le terme « espèce disparue du pays (ou du lieu) », plutôt que le terme « espèce extirpée » dont le sens en français qui signifie « espèce arrachée » varie par rapport à l'expression anglaise.
On peut aussi trouver le terme « possiblement extirpée ».

## Exemple de cas
- En 2020, la grenouille Loa (Telmatobius dankoi) a été extirpée de son habitat naturel situé dans le nord du Chili. Les 14 individus restants ont été transportés au parc zoologique de la capitale du pays, Santiago, dans le cadre d'un programme de sauvetage[3].  Les individus ont été réinsérés dans un autre endroit, toujours au nord du pays, où les conditions exactes de l'eau ont été nécessaires afin de les maintenir en vie.
- Le loup gris en France[4].